# Liste des phares dans l'Île de l'Ascension
Voici une liste des phares dans l'Île de l'Ascension,.

## Phare
| Nom                                          | Image | Année de construction | Localisation et coordonnées     | Classe de lumière | Hauteur focale | Référence NGA | Référence Amirauté | Portée        |
| -------------------------------------------- | ----- | --------------------- | ------------------------------- | ----------------- | -------------- | ------------- | ------------------ | ------------- |
| Clarence Bay Entrance Range Front Lighthouse |       | n/a                   | 7° 55′ 35,9″ S, 14° 24′ 31,8″ O | F G               | 27 m           | 26072         | D4800              | 5 NM (9,3 km) |
| Clarence Bay Entrance Range Rear Lighthouse  |       | n/a                   | 7° 55′ 37,4″ S, 14° 24′ 30,6″ O | F G               | 35 m           | 26076         | D4800.1            | 5 NM (9,3 km) |